# Месечева палата
Месечева палата је роман америчког аутора Пола Остера из 1989. године. Радња романа смештена је на Менхетн и на Средњи запад САД-а, а усредсређује се на живот приповедача Марка Стенлија Фога и две претходне генерације његове породице.

## Радња романа
Марко Фог је сироче, а његов ујак Виктор његов једини старатељ. Фог почиње да иде на факултет, а девет месеци касније сели се из студентског дома у свој стан опремљен са 1492 књиге које му је дао ујка Виктор. Ујак Виктор умире пре него што је Фог завршио колеџ и оставља га без пријатеља и породице. Маркоо наслеђује нешто новца који користи да плати сахрану ујка Виктора. Постаје интроверт, проводи време читајући и размишља: "Зашто бих се запослио? Имам довољно да радим да живим кроз дане." Након продаје књига једну по једну да би преживео, Фог губи стан и тражи склониште у Централ Парку. Он упознаје Кити Ву и започиње романсу са њом након што су га Зимер и Кити Ву спасили из Централ Парка. На крају проналази посао бринући се о Томасу Ефингу.
Фог сазнаје за компликовану историју својих родитеља и Ефингов претходни идентитет као сликара Џулијана Барбера. Када Ефинг умре, остављајући новац Фогу, Марко и Кити Ву су заједно купили кућу у Кинеској четврти. Након абортуса, Фог раскине са Кити Ву и путује широм САД да тражи себе. Своје путовање почиње са својим оцем Соломоном Барбером, који умире убрзо након несреће на гробљу Вестлаун, где је сахрањена Фогова мајка. Маркоо наставља своје путовање сам, које се завршава на усамљеној калифорнијској плажи: „Овде почињем, ... овде почиње мој живот“.

### Период до Факултета
Марко Стенли Фог, звани М.С., је син Емили Фог. Не познаје свог оца. Мајка му је умрла у саобраћајној несрећи када је имао једанаест година. Сели се код свог ујака Виктора, који га одгаја све док Марко не оде у интернат у Чикагу. Када достигне колеџ, одлази на Универзитет Колумбија у Њујорку. Након што је прву годину провео у студентском дому, изнајмљује стан у Њујорку.
Ујка Виктор умире, због чега Марко губи свој пут. Након што је платио трошкове сахране, Марко схвата да је остало врло мало новца који му је дао ујак Виктор. Одлучује да се распадне, да се растане са светом. Не труди се да заради новац. Искључена му је струја, губи на тежини, а на крају му је речено да мора да напусти стан. Дан пре него што је избачен, Марко одлучује да замоли Зимера, старог пријатеља са колеџа са којим је изгубио контакт, за помоћ. Зимер се преселио у други стан, па када Марко стигне у Зимеров стари стан, неки странци га позову да им се придружи доручку. На том доручку први пут среће Кити Ву. Чини се да се заљубљује у њега. Следећег дана, Марко мора да напусти свој стан и нађе се на улицама Менхетна.

### Централ парк
Сентрал парк постаје Марков нови дом. Овде он тражи заклон од притиска улица Менхетна. Проналази храну у кантама за ђубре. Марко чак успева да остане у контакту са оним што се дешава у свету читајући новине које остављају посетиоци. Иако живот у Централ парку није баш угодан, он се осећа опуштено јер ужива у самоћи и враћа равнотежу између свог унутрашњег и спољашњег ја. Овај део посвећен Централ парку може се сматрати одјеком главних тема трансцендентализма и дела Тороа и Витмена.
У почетку је време веома лепо, тако да где одсести није велики проблем. Али после неколико недеља време се мења. Под јаком кишом, Марко се разболи и повуче се у пећину у Централ парку. После неколико дана делиријума, он пузи из пећине и има халуцинације док лежи напољу. Тамо га коначно проналазе Зимер и Кити Ву, који су га тражили све време. Због грознице грешком Кити сматра Индијанком и назива је Покахонтас.

### Код Зимера
Зимер (немачка реч за собу) је добар пријатељ, угошћује Марка у свом стану, сноси све његове трошкове и помаже му да се опорави. Али када Марко мора да оде у своју војску, он је и даље оцењен као неспособан због свог лошег физичког и менталног стања. Марко се осећа веома лоше што живи на Зимеров рачун, па је коначно убедио Зимера да му дозволи да уради француски превод да би зарадио нешто новца. Затим поново среће Кити и одлучује да напусти Зимера. Губе везу, а када се, после тринаест година, случајно сретну у прометној улици, Марко сазнаје да се Зимер оженио и постао типичан грађанин средње класе.

### Код Ефинга
Након што је завршио посао на преводу, Марко тражи други посао. Проналази посао код Ефинга, где је ангажован да Ефингу чита књиге и вози старог, слепог и инвалида кроз град Њујорк у његовим инвалидским колицима. Ефинг је чудан човек који покушава да научи Маркоа на свој начин, да ништа не узима здраво за готово. Марко мора да опише Ефингу све ствари које може да види док вози старца. На овај начин Марко учи да веома прецизно посматра ствари око себе. Касније, Ефинг каже Марку да обави главни посао за који је ангажован: да напише посмртницу. Ефинг му говори о главним чињеницама свог живота као славног сликара Џулијана Барбера и његовом преобраћењу у Томаса Ефинга. Отишао је у Јуту са Бирном, топографом, и Скорсбијем, водичем, да наслика огромну земљу. Бирн је пао са високог места и водич је побегао, остављајући Барбера самог усред пустиње. Бербер проналази пећину у којој је некада живео пустињак и ту почиње да живи. Убија браћу Грешам, три разбојника, а новац односи у Сан Франциско, где званично узима име "Томас Ефинг". Постаје богат, али му једног дана неко каже да је веома сличан Џулијану Барберу, познатом сликару који је нестао. Он тоне у депресију и страх и почиње да посећује Кинески град и да користи дрогу. Али једног дана га неко нападне, одјури и удари у уличну лампу, постајући параплегичар. Престаје да води тако нездрав живот, и одлучује да оде у Француску. Враћа се у САД 1939. бежећи од нациста.

### Соломон Барбер
Соломон Барбер је Маркоов отац и Ефингов син. Он је изузетно дебео (што је у супротности са Марковим периодом гладовања) и није знао свог оца нити да има сина. Он наслеђује већи део богатства Ефинга. Упознаје Маркоа након Ефингове смрти да би сазнао за свог оца и проналази сина. Марко, у породичном циклусу, не зна да му је Барбер отац. Бербер је имао везу са једном од својих ученица, Емили, и никада није знао да је трудна. Марко сазнаје истину када види Бербера како плаче испред Емилиног гроба.

## Ликови
- Марко Стенли Фог / М.С.

„Марко“ се односи на Марка Пола, западног истраживача који је стигао до Кине (касније М.С. „открива“ Кити Ву, а ујак Виктор му даје 1492 књиге, попут године када је Колумбо открио „Нови свет“).
„Стенли“ се односи на репортера Хенрија Мортона Стенлија, који је пронашао др Дејвида Ливингстона у срцу најмрачније Африке. То би се могло довести у везу са чињеницом да он проналази или открива свог оца и деду.
„Фог“ изворно потиче од Фогелмана (вероватно потиче од немачког „Вогел“ – „птица“ и „Ман“ – „човек“), које је одељење за имиграцију променило у Фог. Друго "г" је додато касније. Марко о свом презимену каже: „Птица која лети кроз маглу, џиновска птица која лети преко океана, не заустављајући се док не стигне до Америке“ (ово личи на амерички сан).
„Фог“ се односи на Филеаса Фога, главног јунака романа Жила Верна „Пут око света за осамдесет дана“. „Око света за осамдесет дана“ се у књизи такође помиње јер је Марко случајно двапут видео адаптацију филма из 1956. године.
Ујак Виктор каже Марку да "М.С." означава рукопис, књигу која још није завршена (свако пише свој живот, своју причу). "МС" се такође односи на болест: мултиплу склерозу. Марко веома цени ову необичност у свом имену.
- Ујак Виктор

Ујак Виктор - брат Маркове мајке - је "кљунасти нежења" од четрдесет три године који зарађује за живот као кларинетиста. Иако му недостаје амбиција, ујка Виктор је сигурно био добар музичар јер је већ неко време члан чувеног Кливлендског оркестра. Као и сви Фогсови, он се одликује извесном бесциљношћу у животу. Не смирује се, већ је стално у покрету. Због непромишљене шале, мора да напусти реномирани Кливлендски оркестар. Затим свира у мањим бендовима. Да би зарадио довољно за живот, даје и часове кларинета почетницима. Његов последњи посао је продаја енциклопедија.
Ујак Виктор је предан сновима, његов ум се немирно пребацује са једне ствари на другу. Занима га бејзбол и све врсте спорта. Његова богата машта и креативност омогућавају му да измисли игриве активности за свог нећака Марка. Ујак Виктор на одговоран начин врши своје старатељство над Марком, али не врши власт одраслих над Марком. Он формира везу засновану на симпатији, љубави и пријатељству. Марко воли опуштен начин живота свог ујака, његов хумор и његову великодушност. Ујка Виктор је такође прилично отвореног ума, воли филмове и прилично је начитан, са 1492 књиге – број који је очигледно требало да нас подсети на годину када је Колумбо открио Америку.
- Томас Ефинг / Џулијан Барбер

Томас Ефинг, Соломонов отац и Марков деда, рођен је као Џулијан Барбер. Био је познати сликар који је живео у кући на литици. Био је ожењен Елизабет Вилер, младом женом за коју се после брака испоставило да је фригидна. Џулијан Барбер је на крају пожелео да отпутује на Запад и пошто се његова жена уплашила да се неће вратити, провела је једну ноћ са њим. Он је ипак предузео експедицију и живео је као пустињак у пустињи нешто више од годину дана. Пошто се никада није вратио кући својој трудној жени, сви су мислили да је мртав. Одлучио је да буде 'мртав' и променио је име у Томас Ефинг.
Прво име Томас изабрао је Џулијан Барбер јер се дивио сликару Томасу Морану. Презиме Ефинг одражава неприкладну реч ф-инг (*јебено*). Усвојио га је да би указао на то да му је цео живот био "сјебан".
Започео је нови живот као Томас, а затим је нападнут што је резултирало несрећом због које је постао парализован. Путује у Париз, где остаје до почетка Другог светског рата. Затим се сели у велики стан у Њујорку са својом кућном помоћницом „госпођом Хјум“ и својим помоћником Павелом Шумом, руским студентом којег је упознао у Паризу. Ефинг касније сазнаје да има сина, гојазног професора историје, али никада не контактира с њим. Након што је Павел погинуо у саобраћајној несрећи, Ефинг запошљава Марка, свог унука, као свог новог помоћника. Марко мора да му чита све врсте књига, слепом човеку описује пејзаж Менхетна док га води у шетњу у инвалидским колицима, и на крају мора да напише Ефингову посрмтницу.
- Кити Ву

Кити је девојка кинеских корена која се заљубљује у Марка и помаже у потрази за њим током његовог периода у Централ Парку. Ова сцена је референца на роман Пут око света за осамдесет дана, где јунак, Филеас Фог, спасава Индијанку од смрти; може се сматрати и референцом на Покахонтас.
Као и Марко, она је сироче јер су јој родитељи умрли када је била дете. Након Ефингове смрти, они се крећу заједно, имају страствену везу. Али Марко напушта Кити када она одлучи да абортира и не контактира је док му отац не умре. Али Кити одбија да поново живи са њим.

## Симболи и мотиви

### Идентитети
И Марко и Соломон су одгајани без оца. Ово има велики утицај на њих:
Марко потпуно губи оријентацију када ујка Виктор умре. Веома је узнемирен што не познаје свог оца. Током читавог романа, Марко покушава да пронађе своје корене. Убрзо након што је пронашао оца, поново га губи.
Соломон пише књигу која се бави темом живота без оца у доби од седамнаест година, показујући сопствену унутрашњу потрагу за идентитетом. Он то ради тако што проводи ноћи компонујући.

### Месец
У овом интервјуу, објављеном у збирци причаЦрвена свеска, Пол Остер разматра значење месеца у Месечевој палати:
Месец је много ствари одједном, пробни камен. То је месец као мит, као „блистава Дијана, слика свега што је тамно у нама”; машта, љубав, лудило. У исто време, то је месец као објекат, као небеско тело, као беживотни камен који лебди на небу. Али то је и чежња за оним што није, недостижно, људска жеља за трансценденцијом. А ипак, то је и историја, посебно америчка историја. Прво, ту је Колумбо, затим је дошло до открића запада, а онда коначно постоји свемир: месец као последња граница. Али Колумбо није имао појма да је открио Америку. Мислио је да је отпловио у Индију, у Кину. У извесном смислу Месечева палата је отелотворење те заблуде, покушај да се Америка мисли као Кина. Али месец је такође понављање, циклична природа људског искуства. У књизи су три приче, а свака је на крају иста. Свака генерација понавља грешке претходне генерације. Дакле, то је такође критика појма напретка.
Прозаичније објашњење наслова је да је Месечева палата био кинески ресторан (сада угашен) у насељу Морнингсајд Хајтс на западној страни Менхетна, који је био популарно студентско окупљалиште када је Остер студирао на Универзитету Колумбија.

## Сличности романа са пишчевим животом
Неки аспекти живота главног лика у роману одражавају живот аутора. Био је потомак аустријске јеврејске породице, рођен 3. фебруара 1947. у Њуарку, Њу Џерзи, који се налази око 15 миља западно од Њујорка. Ту је похађао и гимназију. У детињству, Остеров отац Семјуел Остер је често био одсутан. Семјуел Остер је био бизнисмен који је напустио кућу ујутро пре него што је његов син био будан и вратио се кући када је већ био у кревету. Остер је увек тражио некога да замени његовог оца. За разлику од његовог оца, његова мајка је Остеру посвећивала велику пажњу. У ствари, ово такође може ставити другачије светло на наслов, јер је месец симбол жене или мајке.
Пол Остер и Марко Фог рођени су 1947. Марков, Соломонов и Павлов отац су сви били одсутни током детињства својих синова. Када је Паулов ујак путовао у Европу, дао је неколико кутија књига у кући Остерових. Пол Остер је читао једну књигу за другом. Исто важи и за Марка, који је читао књиге свог стрица Виктора. Обојица су студирали на Универзитету Колумбија у Њујорку. Обојица су били укључени у студентске демонстрације на Универзитету Колумбија. И Пол и Марко су изгубили доста килограма након што су остали без новца. Ефинг и Пол су отишли у Француску (Париз).
Као што Ефинг проналази двадесет хиљада долара у торби три гангстера које је убио, Полов син је украо три хиљаде долара из торбе мртвог мушкарца.